# Pushyamitra Shunga
Pushyamitra Shunga est le fondateur et le premier empereur de la dynastie Shunga. Il a régné entre 185 et 149 av. J.-C environ. Son règne débute après qu'il a assassiné Brihadratha, le dernier empereur Maurya. Selon les Puranas, il meurt en 151 av. J.-C. Son fils Agnimitra lui succède sur le trône en 148 av. J.-C.